# Prima Lega 1959-1960 (Egitto)
La Prima Lega egiziana 1959-1960 è stata la 10ª edizione della massima competizione calcistica egiziana. La stagione è iniziata l'11 settembre 1959 e si è conclusa il 17 giugno 1960. A vincere il titolo è stato lo Zamalek, che è divenuto la prima squadra diversa dall'Al-Ahly a vincere il campionato.

## Stagione

### Formula
Le 10 squadre partecipanti si affrontano due volte in un girone di andata e uno di ritorno per un totale di 18 giornate.

### Curiosità
È stata la prima stagione giocata da Hassan El-Shazly, miglior marcatore di tutti i tempi nella competizione, giocando con il Tersana, unica squadra in cui militò.

## Squadre partecipanti
- Al-Ahly
- Al-Ittihad Alessandria
- Al-Sekka Al-Hadid
- El Qanah
- El-Olympi

- Ghazl El-Mehalla
- Suez
- Tanta
- Tersana
- Zamalek

## Classifica finale
|                   | Pos. | Squadra                | Pt | G  | V  | N  | P  | GF | GS | DR  |
| ----------------- | ---- | ---------------------- | -- | -- | -- | -- | -- | -- | -- | --- |
| Egitto (bandiera) | 1.   | Zamalek                | 28 | 18 | 12 | 4  | 2  | 38 | 14 | +24 |
|                   | 2.   | Tersana                | 27 | 18 | 11 | 5  | 2  | 39 | 20 | +19 |
|                   | 3.   | Al-Ahly                | 22 | 18 | 8  | 6  | 4  | 29 | 16 | +13 |
|                   | 4.   | El Qanah               | 19 | 18 | 4  | 11 | 3  | 22 | 20 | +2  |
|                   | 5.   | Ghazl El-Mehalla       | 17 | 18 | 5  | 7  | 6  | 16 | 17 | -1  |
|                   | 6.   | Tanta                  | 16 | 18 | 5  | 7  | 6  | 18 | 25 | -7  |
|                   | 7.   | Suez                   | 15 | 18 | 4  | 7  | 7  | 19 | 24 | -5  |
|                   | 8.   | El-Olympi              | 14 | 18 | 5  | 4  | 9  | 24 | 38 | -14 |
|                   | 9.   | Al-Sekka Al-Hadid      | 11 | 18 | 3  | 5  | 10 | 21 | 38 | -17 |
|                   | 10.  | Al-Ittihad Alessandria | 11 | 18 | 4  | 3  | 11 | 16 | 31 | -15 |